# Margaret Alva
Margaret Nazareth Alva, née le 14 avril 1942 à Mangalore en Inde, est une avocate, féministe promotrice des droits des femmes et femme politique indienne, plusieurs fois ministre d'État de l'Union et gouverneure d'État.
Élue députée au Rajya Sabha pour le Nouveau parti du Congrès fondé par Indira Gandhi, elle y est trois fois réélue et en est la vice-présidente pendant deux ans.
Elle entre au gouvernement de l'Inde en 1984 et est plusieurs fois ministre jusqu'en 1996. Elle est successivement ministre des Affaires parlementaires, ministre d'État de la Jeunesse et des Sports et du Développement de la femme et de l'enfant, puis ministre d'État chargée du Personnel, des Griefs publics, des Pensions et des Affaires parlementaires.
Au cours de ses fonctions ministérielles, elle contribue à la promotion des droits de l'homme et des droits des femmes, supervise le plan en 28 points destiné à améliorer les droits et la participation des femmes et des enfants, suggère la création d'entités de développement pour les femmes, milite pour un meilleur exercice du pouvoir politique par les femmes avec une participation plus large au gouvernement, propose avec succès que 30 % des sièges soient réservés aux femmes dans les élections aux gouvernements locaux, veille à augmenter le nombre de postes octroyés à des femmes dans les ministères et la fonction publique.
Députée au Lok Sabha de 1999 à 2004, elle devient gouverneure d'État à partir de 2009. Elle est successivement la 4e gouverneur de l'Uttarakhand, la 19e gouverneur du Rajasthan, la 17e gouverneure de Goa, la 23e gouverneure du Gujarat.
Le 17 juillet 2022, l'Alliance progressiste unie ainsi que d'autres partis d'opposition non membres de l'UPA la choisissent comme candidate au poste de vice-présidente de l'Inde, mais elle est battue par Jagdeep Dhankhar, le candidat du parti au pouvoir.

## Biographie

### Jeunesse et formation
Margaret Nazareth Alva est née Margaret de Nazareth le 14 avril 1942 à Mangalore au sein d'une famille chrétienne mangaloréenne à Mangalore, dans l'État du Karnataka. Elle obtient un Bachelor of Arts au Mount Carmel College de Bangalore et un diplôme en droit du Government Law College de la même ville. Elle participe avec passion aux débats et elle est appréciée pendant ses études universitaires, elle s'implique dans les mouvements étudiants.

### Débuts professionnels
Margaret Alva conjugue son travail d'avocate avec son implication dans des organisations caritatives, et devient présidente de la Young Women's Christian Association. L'une de ses premières autres implications est la fondation et la direction de l'organisation non gouvernementale Karuna, qui se consacre particulièrement aux questions liées aux femmes et aux enfants,.
Elle épouse le 24 mai 1964 Niranjan Thomas Alva, qu'elle avait rencontré alors qu'ils étaient tous deux étudiants au Government Law College. Ils ont une fille et trois fils, l'aîné étant Niret Alva qui deviendra producteur de télévision. Niranjan Alva dirige avec succès une entreprise d'exportation, ce qui offre à sa femme Margaret une sécurité financière qui s'avère très bénéfique pour sa carrière ultérieure de militante et de femme politique.

### Politique

#### Engagement en politique
La décision de Margaret Alva de se lancer en 1969 dans la politique est influencée et encouragée par les parents de son mari, Joachim Alva et Violet Alva, qui ont tous les deux été députés représentant le Congrès national indien. La mort de sa belle-mère Violet Alva en 1969 est l'événement déclencheur. Son beau-père Joachim Alva l'incite à quitter sa carrière d'avocate pour entrer dans la carrière politique.
Elle rejoint la faction du Nouveau parti du Congrès fondé et dirigé par Indira Gandhi, et elle travaille pour son affermissement dans l'État du Karnataka,. Elle est co-secrétaire du Comité du Congrès national indien de 1975 à 1977 et secrétaire générale du Comité du Congrès du Karnataka Pradesh de 1978 à 1980.

#### Députée et vice-présidente du Rajya Sabha, ministre d'État
En avril 1974, Margaret Alva est élue députée au Rajya Sabha, la chambre haute du parlement indien, en tant que représentante du Congrès. Elle accomplit un premier mandat de six ans, puis elle est réélue pour trois autres mandats de six ans, successivement en 1980, en 1986 et en 1992. Pendant ses mandats au Rajya Sabha, elle en est la vice-présidente de 1983 à 1985, et exerce également les fonctions de ministre d'État de l'Union à la tête du ministère des Affaires parlementaires de 1984 à 1985.
Elle est ensuite nommée en 1985 ministre d'État de la Jeunesse et des Sports et du Développement de la femme et de l'enfant, un ministère dépendant du ministère du Développement des ressources humaines. Elle siège également dans diverses commissions de la Chambre, ce qui lui procure un haut degré d'expertise en matière de procédure parlementaire. Elle est aussi brièvement ministre de la Science et de la Technologie.
Dans ses fonctions ministérielles, elle met en pratique ses idées de promotion des droits des femmes, de 1985 à 1989, Margaret Alva supervise le plan en 28 points du gouvernement dirigé par Rajiv Gandhi et destiné à améliorer les droits et la participation des femmes et des enfants. Elle émet en plus des propositions pour diverses entités de développement pour les femmes, dont seulement quelques-unes se sont concrétisées. Elle fait également campagne pour une plus grande place des femmes au sein du gouvernement et dans les postes officiels de son parti. Sa proposition de 1989 selon laquelle 30 pour cent des sièges aux élections du panchayat raj (gouvernement local) doivent être réservés aux femmes devient une loi en 1993 et marque un nouveau progrès. Elle poursuit ses actions pour améliorer le sort des femmes pendant son mandat de ministre d'État chargée du Personnel, des Griefs publics, des Pensions et des Affaires parlementaires, en 1991 puis de 1993 à 1996, où elle s'efforce d'augmenter le nombre de femmes occupant des postes dans divers domaines, dans les ministères comme dans les organisations gouvernementales telles que la Commission de la fonction publique de l’Union et le pouvoir judiciaire,.

#### Interventions internationales
Margaret Alva s'implique également dans les questions relatives aux femmes et dans des domaines connexes tels que la croissance démographique sur le plan international, notamment par le biais de diverses entités des Nations Unies comme dans ses écrits,.
Elle participe ainsi à la Commission économique et sociale pour l'Asie et le Pacifique (CESAP ; United Nations Economic and Social Commission for Asia and the Pacific, ESCAP). Elle est élue présidente de la conférence sur la participation des femmes en politique, organisée par la CESAP à Séoul en 1992.

#### Députée au Lok Sabha
Margaret Alva est élue en 1999 au 13e Lok Sabha (la chambre basse du Parlement indien) en tant que députée pour la circonscription d'Uttara Kannada, pour un mandat de cinq ans. Elle échoue à sa tentative de réélection en 2004.
De 2004 à 2009, elle est secrétaire générale du Comité du Congrès national indien et conseillère auprès du Bureau des études et de la formation parlementaires, un organisme gouvernemental qui travaille avec les représentants parlementaires nouvellement élus aux niveaux national et étatique.

#### Controverse avec son parti
En novembre 2008, Margaret Alva déclare que les investitures du Congrès pour les élections au Karnataka sont ouvertes aux demandeurs plutôt que soumises à une nomination basée sur le mérite. Le Congrès rejette ses affirmations et une réunion avec la présidente du parti, Sonia Gandhi, conduit Margaret Alva à la démission ou à être démise de ses nombreuses responsabilités officielles au sein du parti.
Par la suite, elle aplanit ses différends avec la direction du Congrès. Elle refuse d'entrer dans les détails de la controverse de 2008, même si sa lettre de démission continue de faire l'objet de spéculations dans les médias.

#### Gourverneure d'États
Le 6 août 2009, Margaret Alva devient la première femme gouverneure de l'Uttarakhand. Même si elle se déclare alors enthousiasmée par les défis auxquels est confronté l'État naissant, elle se retrouve marginalisée à l'écart de la politique nationale indienne et frustrée par le gouvernement de l'État qui est du parti Bharatiya Janata. Elle reste en fonctions jusqu'en mai 2012, date à laquelle elle est nommée gouverneure du Rajasthan, qui est une région plus importante sur le plan politique. À propos de son séjour dans l'Uttarakhand, Margaret Alva déclare que la tranquillité lui a permis de recharger ses batteries, et elle en profite pour consacrer un peu de temps à l'écriture de sa biographie. Son autobiographie ne devrait pas paraître avant sa retraite,,.
Sa nomination comme gouverneure du Rajasthan libère Shivraj Patil, le gouverneur du Pendjab, de sa responsabilité temporaire pour cet État depuis le décès du gouverneur sortant, Prabha Rau, en avril 2010. Elle est ensuite brièvement gouverneure de l'État de Goa puis de l'État de  Gujarat en 2014.

#### Échec à l'élection pour la vice-présidence
Le 17 juillet 2022, l'Alliance progressiste unie (UPA) ainsi que d'autres partis d'opposition non membres de l'UPA la choisissent comme candidate au poste de vice-présidente de l'Inde lors des élections de 2022,. Mais elle est battue le 6 août 2022 par son adversaire Jagdeep Dhankhar qui remporte l'élection avec 528 voix contre 182 pour Margaret Alva, soit une avance de 346 voix, ce qui renforce la suprématie du parti au pouvoir, le Bharatiya Janata Party.